# Let It Scream
Let It Scream è il primo album dei The Scream, uscito nel 1991 per l'Etichetta Hollywood Records.

## Tracce
1. Outlaw (Alderete, Bouillet, Corabi, Scream, Woodward) 3:20
2. I Believe in Me (Alderete, Bouillet, Corabi, Scream, Woodward) 3:46
3. Man in the Moon (Alderete, Bouillet, Brown, Corabi, Scream, Woodward) 5:43
4. Father, Mother, Son (Alderete, Bouillet, Corabi, Scream, Woodward) 4:17
5. Give It Up (Alderete, Bouillet, Corabi, Scream, Woodward) 4:35
6. Never Loved Her Anyway (Alderete, Bouillet, Corabi, Scream, Woodward) 3:23
7. Tell Me Why (Alderete, Bouillet, Corabi, Scream, Woodward) 3:42
8. Love's Got a Hold on Me (Alderete, Bouillet, Corabi, Scream, Woodward) 3:57
9. I Don't Care (Alderete, Bouillet, Brown, Corabi, Scream, Woodward) 5:29
10. Every Inch a Woman (Alderete, Bouillet, Corabi, Scream, Woodward) 3:34
11. You Are All I Need (Scream) 5:34
12. Catch Me If You Can (Scream) 3:26

## Formazione
- John Corabi - voce, chitarra acustica
- Bruce Bouillet - chitarra
- John Alderete - basso, cori
- Walt Woodward III - batteria, percussioni, cori

### Altro Personale
- Jeff Martin - cori in "You Are All I Need"
- Ray Gillen - cori in "You Are All I Need"
- Bill Bergman - sassofono
- Jimmy Waldo - organo
- Claire Allen - cori
- Meg Bellissimo - cori
- Phill Chennell - clavinet
- LaLa Hamparsomian - cori
- Sharon Wilgus - cori
- Woodland Hills Toll Choir - cori